# Priscilla Bertie
Priscilla Barbara Elizabeth Bertie, 21e baronne de Willoughby Eresby (16 février 1761 - 29 décembre 1828), fille de Peregrine Bertie (3e duc d'Ancaster et Kesteven) et Marie Panton. Le 23 février 1779, elle épouse Sir Peter Burrell (plus tard 1er baron Gwydyr) et a deux enfants. Par sa grand-mère Marie Wynn, Priscilla Bertie est une descendante de la maison princière Welsh de Aberffraw.
Le 8 juillet 1779, son frère, Robert Bertie (4e duc d'Ancaster et Kesteven), meurt de la Scarlatine à l'âge de 22 ans et son duché passe à son oncle, mais sa baronnie de Willoughby Eresby, ainsi que le poste de Lord-grand-chambellan, passe en indivision entre Priscilla et sa sœur Georgiana Charlotte, la comtesse de Cholmondeley. Le 17 mars 1780, cependant, la baronnie est attribuée à Priscilla, comme la sœur aînée. Le poste de Lord Grand Chambellan reste divisé.